# Lewis B. Rome
Lewis B. Rome (* 12. September 1933 in Hartford, Connecticut; † 1. Juli 2015) war ein US-amerikanischer Jurist und Politiker (Republikanische Partei).

## Leben
Lewis B. Rome studierte an der University of Connecticut in Hartford und erhielt dort 1954 einen Bachelor of Arts (B.A.). Danach setzte er sein Studium an der Law School der Universität fort und erhielt 1957 einen Bachelor of Laws (L.L.B.). Noch im gleichen Jahr wurde er in die Anwaltschaft von Connecticut aufgenommen, sowie für den U.S. District Court District of Connecticut zugelassen. Rome praktizierte nun als Rechtsanwalt. Später wurde er Partner in der Anwaltskanzlei Rome McGuigan, sowie in dem Lobbyunternehmen Rome, Smith & Lutz.
1961 wurde Rome in das Town Council von Bloomfield gewählt und gehörte diesem bis 1969 an. Von 1965 bis 1969 war er ebenfalls Bürgermeister der Stadt. 1970 wurde er in den Senat von Connecticut gewählt und gehörte diesem von 1970 bis 1979 an. Als Senator war er von 1973 bis 1975 Mehrheitsführer („Majority Leader“). Nachdem die Demokraten bei den Senatswahlen 1974 eine Mehrheit erzielten, fungierte Rome von 1975 bis 1979 als Oppositionsführer („Minority Leader“).
1978 war Rome Running Mate des Kongressabgeordneten Ronald A. Sarasin, als dieser für das Amt des Gouverneurs von Connecticut kandidierte. Sie unterlagen jedoch den Demokraten Ella T. Grasso und William A. O’Neill. 1982 kandidierte Rome selbst für das Amt des Gouverneurs und trat gegen den Demokraten O’Neill, der das Amt nach Grassos Gesundheitsbedingtem Rücktritt übernommen hatte, an. Bei der vorausgegangen republikanischen Nominierung (Primary) hatte sich Rome gegen Richard C. Bozzuto und Gerald Labriola durchgesetzt. Letzterer wurde Romes Running Mate. In der Gouverneurswahl unterlag Rome O’Neill mit 497.773 zu 578.264 Stimmen.
Nach dem Ende seiner politischen Karriere gehörte er die nächsten Jahrzehnte verschiedenen Verwaltungsgremien an, unter anderem dem des Hartford Hospital, des John Dempsey Hospital und des Mount Sinai Hospital. Von 1992 bis 1997 war er Vorsitzender des Board of Trustees der University of Connecticut.
Rome starb am 1. Juli 2015 im Alter von 81 Jahren.